# Batalla de las Antonias
El 19 de noviembre de 1876, a la Hacienda de las Antonias, en el actual Municipio de Bustamante (Tamaulipas) llegaron 2000 soldados de línea bajo el mando del general Pedro Martínez, que marchó desde Monterrey, quien precisamente llevaba la misión de pacificar el estado y terminar la sublevación tuxtepecana de Tamaulipas encabezada por el Gobernador del Estado Servando Canales, quien además había secundado el plan de Tuxtepec en Ciudad Victoria. Lo encontró en Las Antonias el 18 de noviembre de 1876, al frente de 1500 hombres rebeldes al régimen de Sebastián Lerdo de Tejada.
En esta batalla las fuerzas de Canales lamentaron la muerte del coronel Eugenio Loperena; los lerdistas perdieron toda su artillería y una gran cantidad de pertrechos, así como 700 prisioneros. La batalla fue encarnizada y en cierto momento de confusión del enemigo lerdista, el general Canales “mandó avanzar en columna a unas 500 mujeres que montadas presenciaban el combate”, lo que produjo verdadero pánico y la dispersión no se hizo esperar”. Pero las bajas de las tropas del Gobernador aunque también fueron importantes, no impidieron salir victoriosos de la batalla.
- Datos: Q16489578